# Villars (Provenza-Alpi-Costa Azzurra)
Villars è un comune francese di 760 abitanti situato nel dipartimento della Vaucluse nella regione della Provenza-Alpi-Costa Azzurra. Diede i natali al pittore Paul Guigou (1834-1871).

## Società

### Evoluzione demografica
Abitanti censiti